# Dieter Angerer

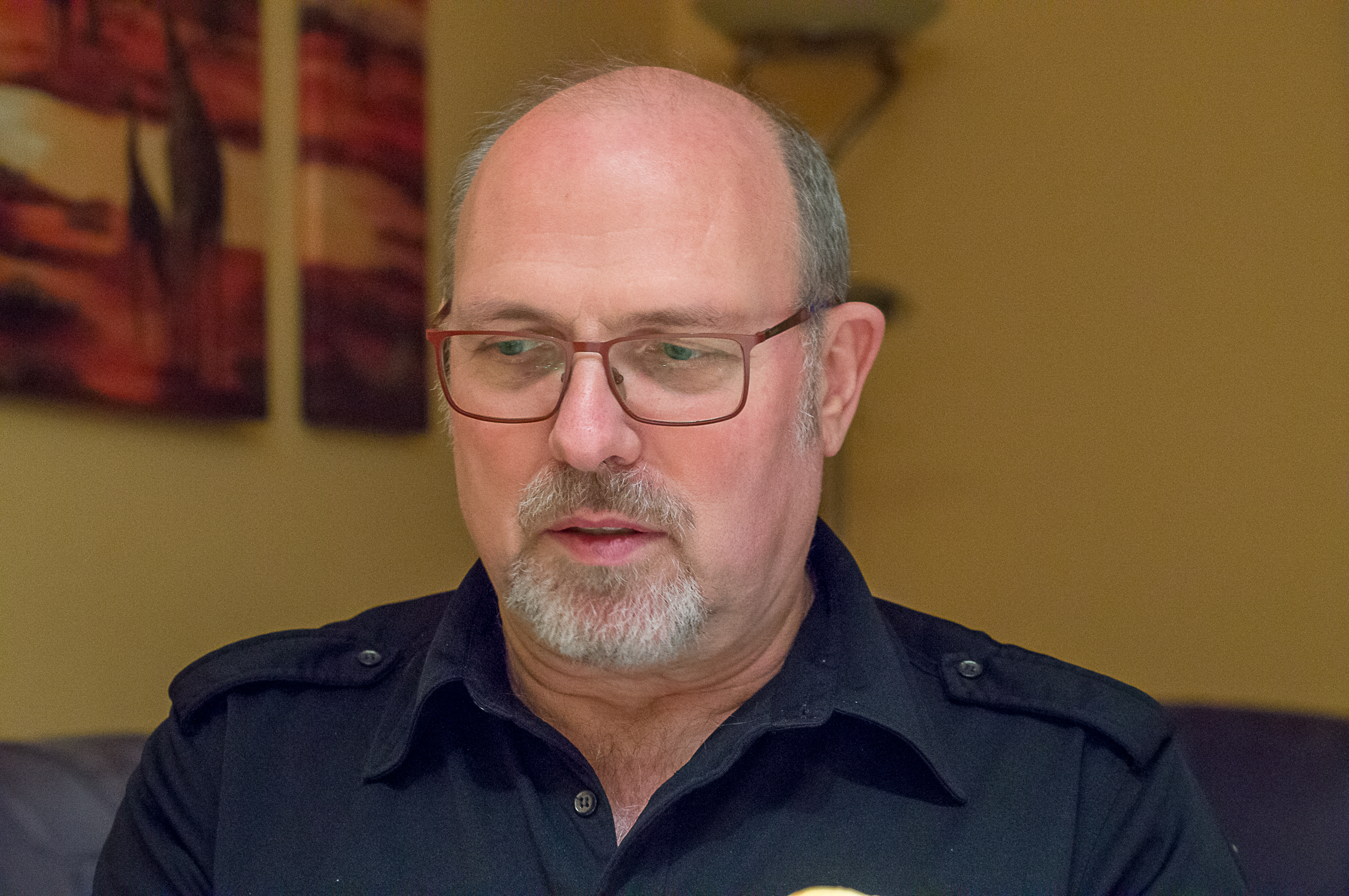
Dieter Angerer (2015)

Dieter Angerer (geboren am 6. April 1952 in Leoben) ist ein österreichischer Hornist, Komponist und Arrangeur.

## Leben
Dieter Angerer studierte nach Beendigung der Pflichtschule an der Hochschule für Musik und darstellende Kunst in Wien im Hauptfach Horn bei Friedrich Gabler. 1976 schloss Angerer das Studium mit Auszeichnung ab, wofür ihm der staatliche Würdigungspreis vom Bundesministerium für Kunst und Wissenschaft durch Hertha Firnberg verliehen wurde. 1974 trat Angerer in den Dienst des Bühnenorchester der Wiener Staatsoper als Hornist ein. Er ist außerdem Mitglied der Stadtmusik Wien sowie des Wiener Waldhornvereines. Auch war er als Musikpädagoge im SOS-Kinderdorf und in der Musikschule Gaaden-Wienerwald tätig. Als ehemaliger Kapellmeister der Blasmusiken in Rohrau, Markgraf-Neusiedel und St. Georg Kagran hatte er von 2009 bis 2011 die musikalische Leitung des Wiener Waldhornvereines über. 2012 wurde er zum Präsidenten des Wiener Waldhornvereines gewählt.

## Werke
Seine Werke umfassen Stücke für Wiener Hörner, Alp- und Naturhorn. Stücke für Flöte und Klavier; Flöte, Violine und Klavier; Flöte und Gitarre; sowie für Fagottensemble ergänzen sein Schaffen. Er schuf Arrangements für das Bläserquartett der Stadtmusik Wien und Orchesterbearbeitungen.

## Auszeichnungen
- 1976: Würdigungspreis des Bundesministeriums für Kunst und Wissenschaft[1]
- 2014: Verleihung des Berufstitels Professor[2]